# Séisme de 1935 au Témiscamingue
Le séisme de 1935 au Témiscamingue est un séisme survenu le 1er novembre 1935 à 1 h 03 heure locale au Témiscamingue, à la frontière entre l'Ontario et le Québec. La magnitude atteint 6,2 avec une intensité ressentie de VII (très fort) sur l'échelle de Mercalli.

## Description
Le séisme est survenu dans la zone sismique de l'Ouest du Québec, plus précisément sur le chevauchement avec le graben d'Ottawa-Bonnechere. L'épicentre se trouve à environ 10 kilomètres au nord-est de Témiscaming. Le tremblement fut ressenti particulièrement au Québec et en Ontario jusqu'aussi loin que le Kentucky au sud. Bien que la magnitude du séisme est importante, ce dernier ne fera que très peu de dégâts en raison d'une faible densité de population.
Certaines répliques fut relevées dans les mois qui suivirent le séisme.
En 2000, un autre séisme (magnitude de 5,2) survient au lac Kipawa, pratiquement au même endroit que le tremblement de 1935. 

## Référence
- (en) Cet article est partiellement ou en totalité issu de l’article de Wikipédia en anglais intitulé « 1935 Timiskaming earthquake » (voir la liste des auteurs).